# Austrophilus
Austrophilus là một chi ruồi trong họ Syrphidae. Austrophilus thường có liên quan chặt chẽ đến chi Habromyia.

## Các loài
Chi này được ghi nhận có 5 loài, đều được tìm thấy ở Úc:
- A. helophiloides (Walker, 1861)
- A. laticornis (Bigot, 1884)
- A. necopinus Thompson, 2000
- A. obscurus Thompson, 2000
- A. terraereginae (Ferguson, 1926)